# Joseph Linke

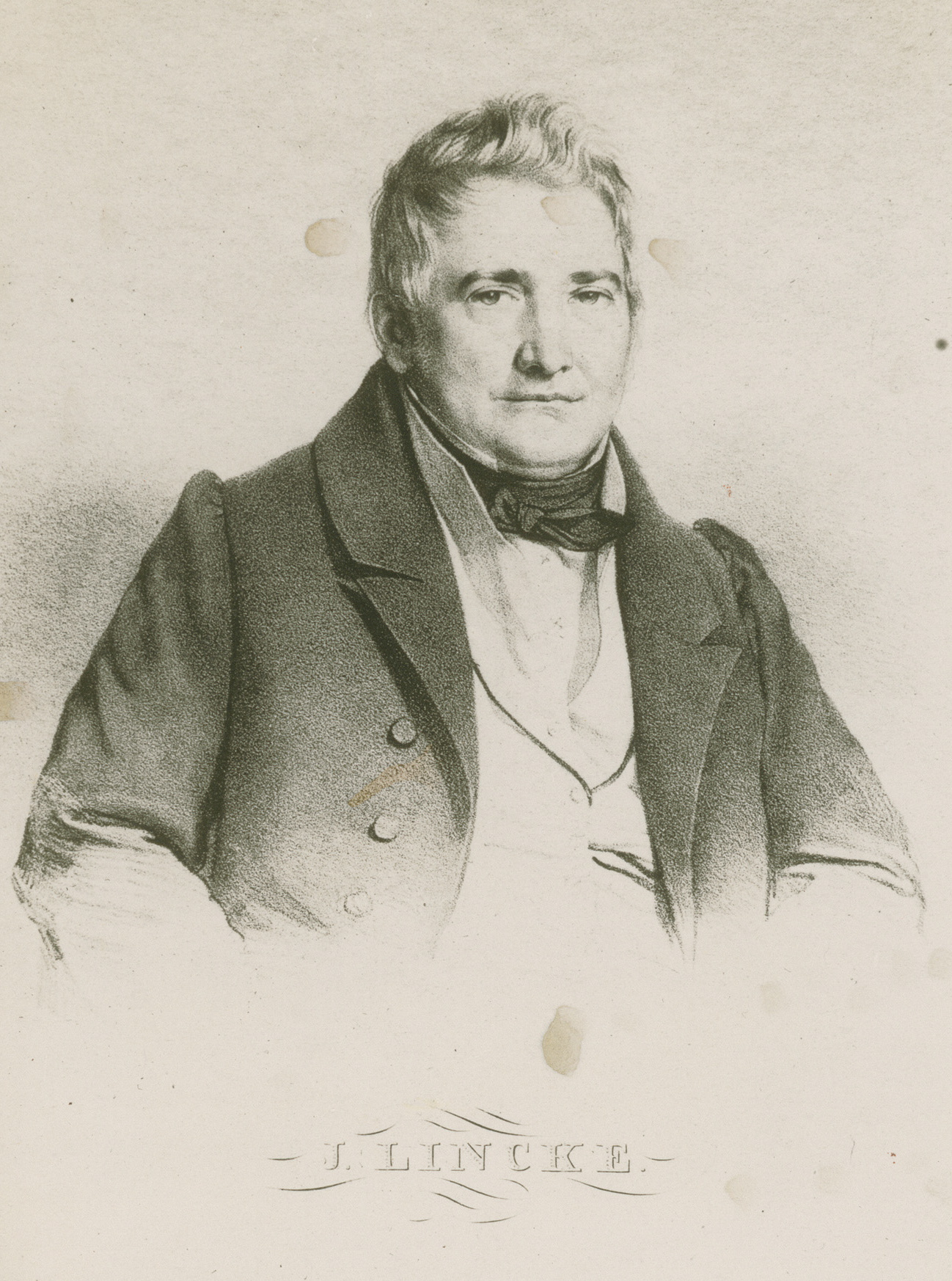
Joseph Linke

Joseph Linke, född 8 juni 1783 i Trachenberg, Schlesien, död 26 mars 1837 i Wien, var en tysk cellist. 
Linke kom 1808 till Wien, blev medlem av Andrej Razumovskijs kvartett, deltog i Ignaz Schuppanzighs kammarmusikkonserter och var nära knuten til Ludwig van Beethoven, vars kompositioner han spelade under dennes egen tillsyn. Han blev senare medlem av hovoperans orkester. Han komponerade en del verk för cello.